# 루빈 매뉴팩처링 컴퍼니

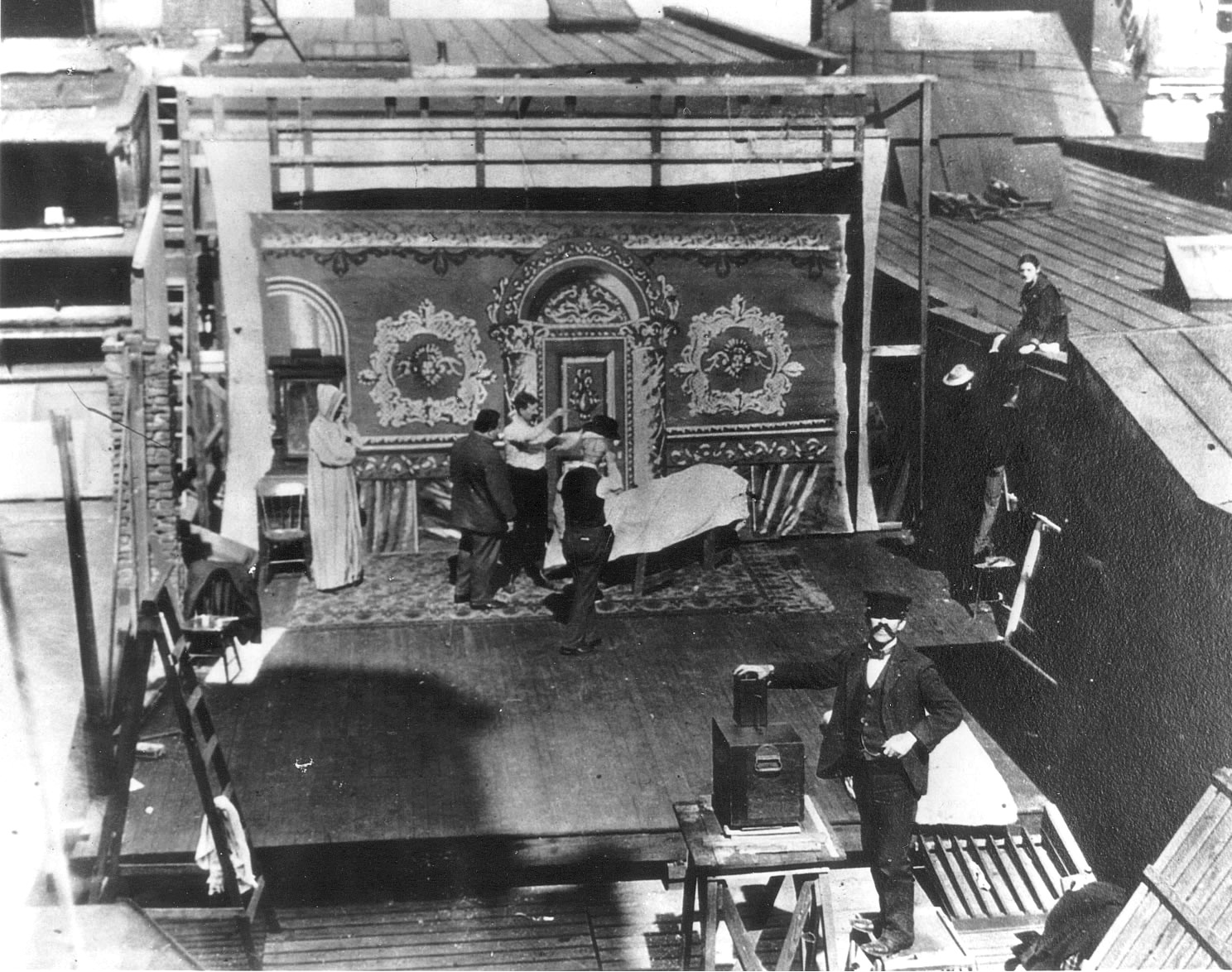
1899년 필라델피아에서 루빈 스튜디오의 모습.

루빈 매뉴팩처링 컴퍼니(Lubin Manufacturing Company)는 미국의 전 영화 제작사로 1902년부터 1916년까지 무성 영화를 제작했다.

## 같이 보기
- 플로렌스 로렌스